# Кабардино-Балкарська Автономна Радянська Соціалістична Республіка
Кабардино-Балкарська Автономна Радянська Соціалістична Республіка, Кабардино-Балкарська АРСР (рос. Кабардино-Балкарская АССР, кабард. Къэбэрдей-Балъкъэр АССР
, карач.-балк. Къабарты-Малкъар АССР) — республіка в РРФСР, на Північному Кавказі.
Столиця — Нальчик.

## Історія
Кабардино-Балкарська АРСР утворена 5 грудня 1936 шляхом перетворення Кабардино-Балкарської АО і виходу її зі складу Північно-Кавказького краю.
8 квітня 1944 в результаті депортації балкарців Кабардино-Балкарську АРСР було перейменовано у Кабардинську АРСР.
11 лютого 1957 після реабілітації балкарців і повернення їх на споконвічне місце проживання Кабардинська АРСР була знову перейменована в Кабардино-Балкарську АРСР.
31 січня 1991 було проголошено перетворення Кабардино-Балкарської АРСР у Кабардино-Балкарську РСР. 24 травня того ж року З'їзд народних депутатів РРФСР це рішення затвердив, внісши поправку в ст.71 конституції РРФСР. Але позбавлення Кабардино-Балкарії статусу АРСР суперечило ст. 85 конституції СРСР. Таким чином, до розпаду СРСР дані рішення про змінила статус республіки були сумнівними.
16 травня 1992 Кабардино-Балкарська РСР була перетворена в Кабардино-Балкарську республіку у складі Російської Федерації.

## Адміністративний поділ[4]
На 1936 рік республіка мала поділ на 10 районів: Баксанський, Курпський, Нагорний, Нальчицький, Прималкинський, Терський Урванський, Чегемський, Черецький і Ельбруський.
У 1937 утворено Кубинський, Лескенський, Майський, Малкинський і Прохладненський райони.
Через рік був утворений Хуламо-Безенгієвський район, а Малкинський район перейменовано в Зольський.
У 1944 утворено Урожайненський район.
У 1956 Кубинський, Нагорний та Нальчицький райони були скасовані.
У 1959 були скасовані Прималкинський і Урожайненський райони, а у 1962 — Лескенський, Майський, Радянський Терський, Чегемський і Ельбруський. Проте вже у 1965 Майський, Радянський, Терський і Чегемський райони були відновлені.
Станом на 17 січня 1979 до складу республіки входили 3 міста республіканського підпорядкування:
- Нальчик
- Прохладний
- Тирниауз

і 8 районів:
1. Баксанский — м. Баксан
2. Зольський — смт. Залукокоаже
3. Прохладненський — м Прохладний
4. Терський — м Терек
5. Урванського — м. Нарткала
6. Майський — г. Майський
7. Радянський — смт. Радянське
8. Чегемський — смт. Чегем Перший

## Населення
Динаміка чисельності населення республіки:
| Рік  | Населення, осіб |  |
| ---- | --------------- |  |
| 1939 | 359 219         |  |
| 1959 | 420 115         |  |
| 1970 | 588 203         |  |
| 1979 | 674 605         |  |
| 1989 | 759 586         |  |

Національний склад населення республіки
| народ/рік  | 1939   | 1959   | 1970   | 1979   | 1989   |
| ---------- | ------ | ------ | ------ | ------ | ------ |
| Росіяни    | 35,9 % | 38,7 % | 37,2 % | 35,1 % | 31,9 % |
| Кабардинці | 42,4 % | 45,3 % | 45,0 % | 45,5 % | 48,2 % |
| Балкарці   | 11,3 % | 8,1 %  | 8,7 %  | 9,0 %  | 9,4 %  |
| Українці   | 3,1 %  | 2,0 %  | 1,8 %  | 1,8 %  | 1,7 %  |
| Німці      | 1,5 %  | …      | …      | 1,5 %  | 1,1 %  |
| Осетини    | 1,3 %  | 1,5 %  | 1,6 %  | 1,5 %  | 1,3 %  |

## Культурні зв'язки з Українською радянською соціалістичною республікою
На прохання Міністерства культури Кабардинської АРСР у 1956 р. до  Державної Публічної Бібліотеки АН УРСР створити в м. Нальчику нову експозицію літературно-меморіальної кімнати Марка Вовчка в її відреставрованому будинку був складений план експозиції, підібрані експонати і подаровані музею. Експозицію готували співробітники Державного музею Т. Г. Шевченка, Інституту літератури ім. Т. Г. Шевченка, а також ДПБ УРСР, яка виділила з обмінно-резервних фондів дублети видань.